# Платіжна вимога
Платіжна вимога — розрахунковий документ, що містить вимогу стягувача або в разі договірного списання отримувача до банку, що обслуговує платника, здійснити без погодження з платником переказ визначеної суми коштів з рахунку платника на рахунок отримувача.[джерело не вказане 227 днів]
Платіжна вимога зазвичай застосовується при розрахунках за поставлені товари, надані послуги. Платіжна вимога виписується отримувачем і направляється безпосередньо в банк платника (минаючи свій банк). Банк платника передає платіжну вимогу платнику для акцепту (вираження згоди оплатити платіжну вимогу). Протягом встановленого терміну платник приймає рішення про оплату, грошові кошти перераховуються отримувачу. У разі відмови від акцепту платіжна вимога повертається отримувачу без виконання.
Платник і отримувач можуть укласти договір про безакцептне списання грошових коштів та подати його в банк платника. У цьому випадку грошові кошти списуються на підставі тільки платіжної вимоги без запиту згоди платника.